# Xarxa de Tramvies d'Osaka-Sakai
La Xarxa de Tramvies d'Osaka-Sakai (阪堺電気軌道, Hankai Denki Kidō), sovint abreujat com a Hankai (阪堺) és una empresa de transport ferroviari de passatgers filial del Ferrocarril Elèctric Nankai fundada el 7 de juliol de 1980 a Osaka, Japó. L'empresa opera dues línies de tramvies, una d'elles la qual arriba al veí municipi de Sakai, d'ací el nom de l'empresa. El nom de la companyia és un acrònim del segon kanji d'Osaka (大阪), que en la seua pronuncia xinesa és "han" i el kanji de Sakai (堺) ciutat on també presta servei la companyia.

## Història
L'antecedent de l'empresa Hankai, fundada el 1980 al districte de Sumiyoshi, Osaka són dues empreses: el Ferrocarril de Cotxe de Cavalls d'Osaka (大阪馬車鉄道, Osaka Basha Tetsudo), fundat el 1900 i que operava el que hui es coneix com la línia Uemachi i que acabaria anomenant-se Circuit de Tren de Naniwa (浪速電車軌道, Osaka Densha Kidô) i la Hankai antiga, la qual operava l'actual línia Hankai. Les dues companyies van ser adquirides pel Ferrocarril Elèctric Nankai, el qual va començar a operar les línies com a part de la seua empresa des de 1947. L'any 1980, la Nankai funda la nova i actual Hankai, agrupant en ella les seues línies de tramvies. L'any 2016 s'acurta en una parada la línia Uemachi.

## Línies
| Color i icona | Color i icona | No.    | Nom           | Nom original | Inaugurada | Darrera extensió | Llargaria | Estacions |
| ------------- | ------------- | ------ | ------------- | ------------ | ---------- | ---------------- | --------- | --------- |
| Verd          |               | HN     | Línia Hankai  | 阪堺線       | 1900       |                  | 14 km     | 31        |
| Taronja       |               | U      | Línia Uemachi | 上町線       | 1900       | 2016             | 4,4 km    | 10        |
| Total:        | Total:        | Total: | Total:        | Total:       | Total:     | Total:           | 18,4 km   | 41        |

## Parc mòbil

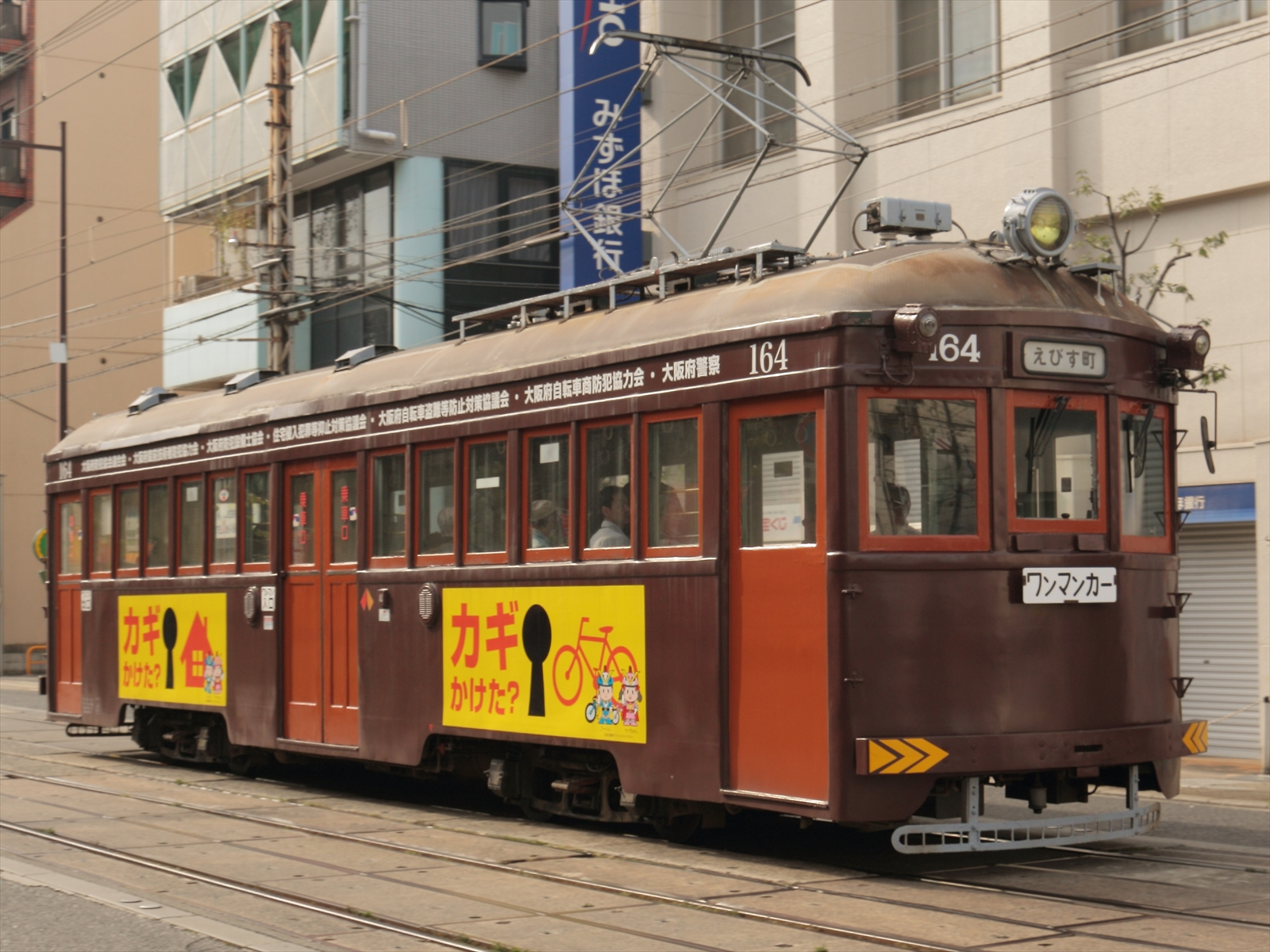
Sèrie 161 (1928)
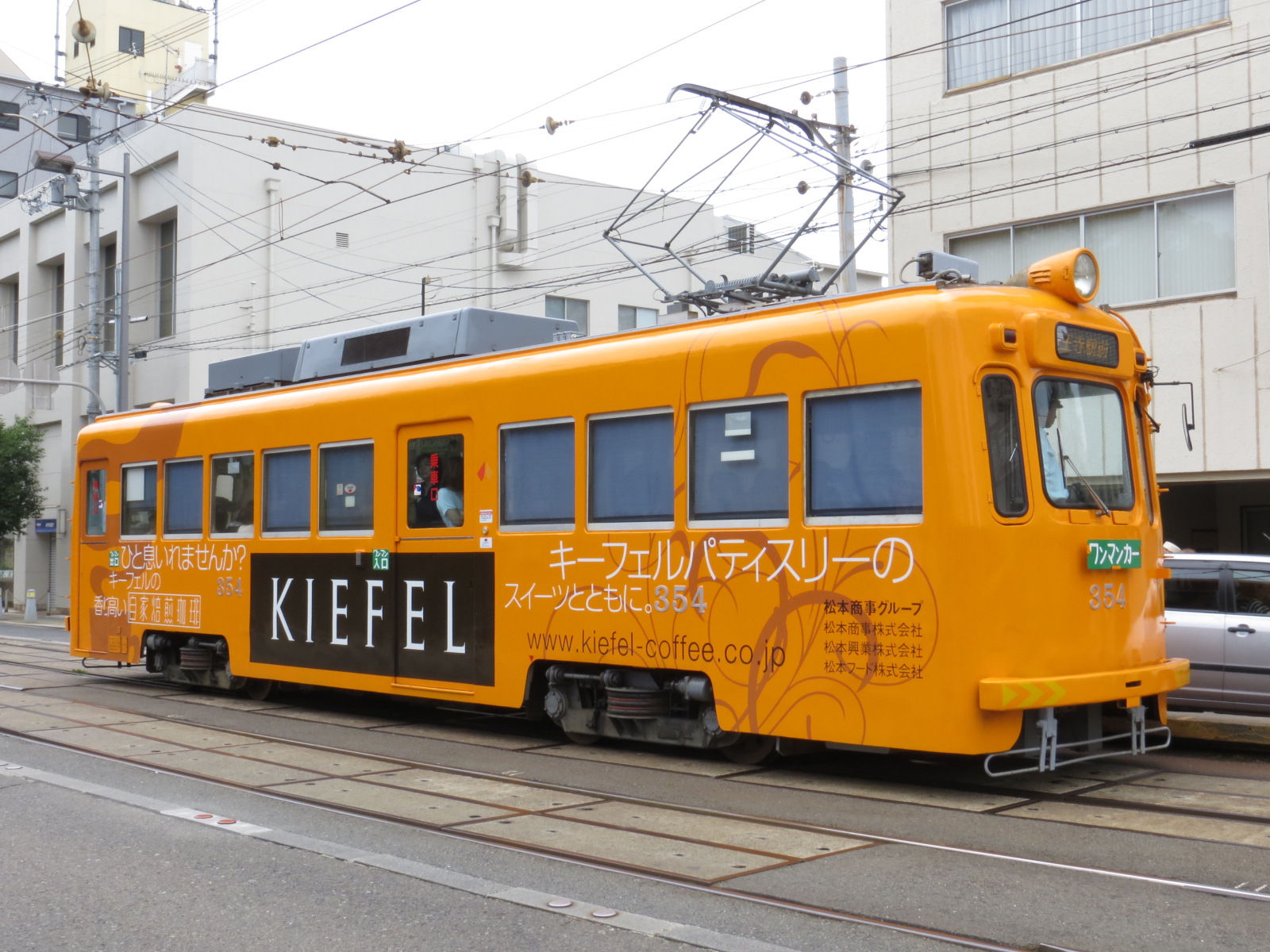
Sèrie 351 (1962)
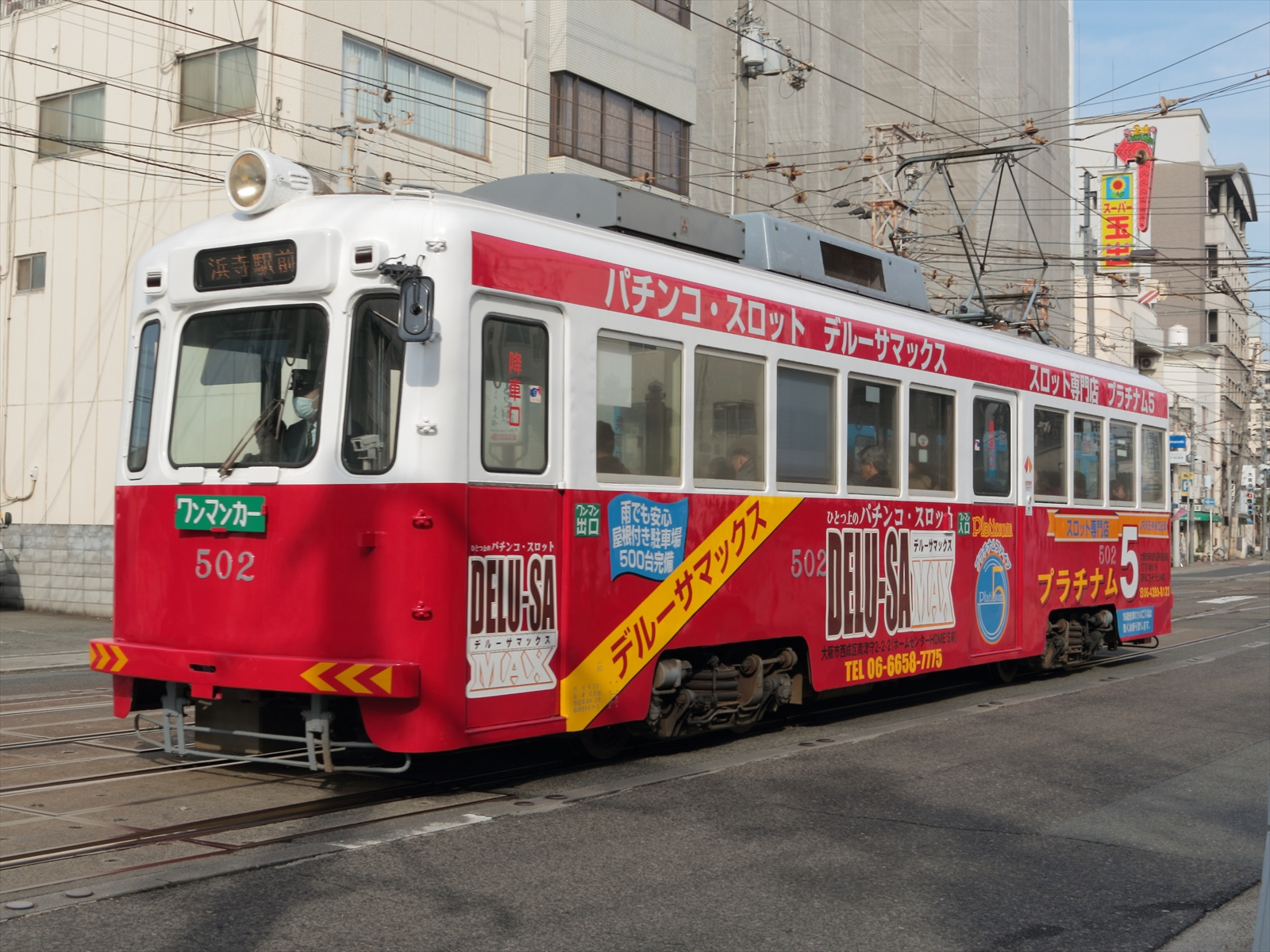
Sèrie 501 (1957)
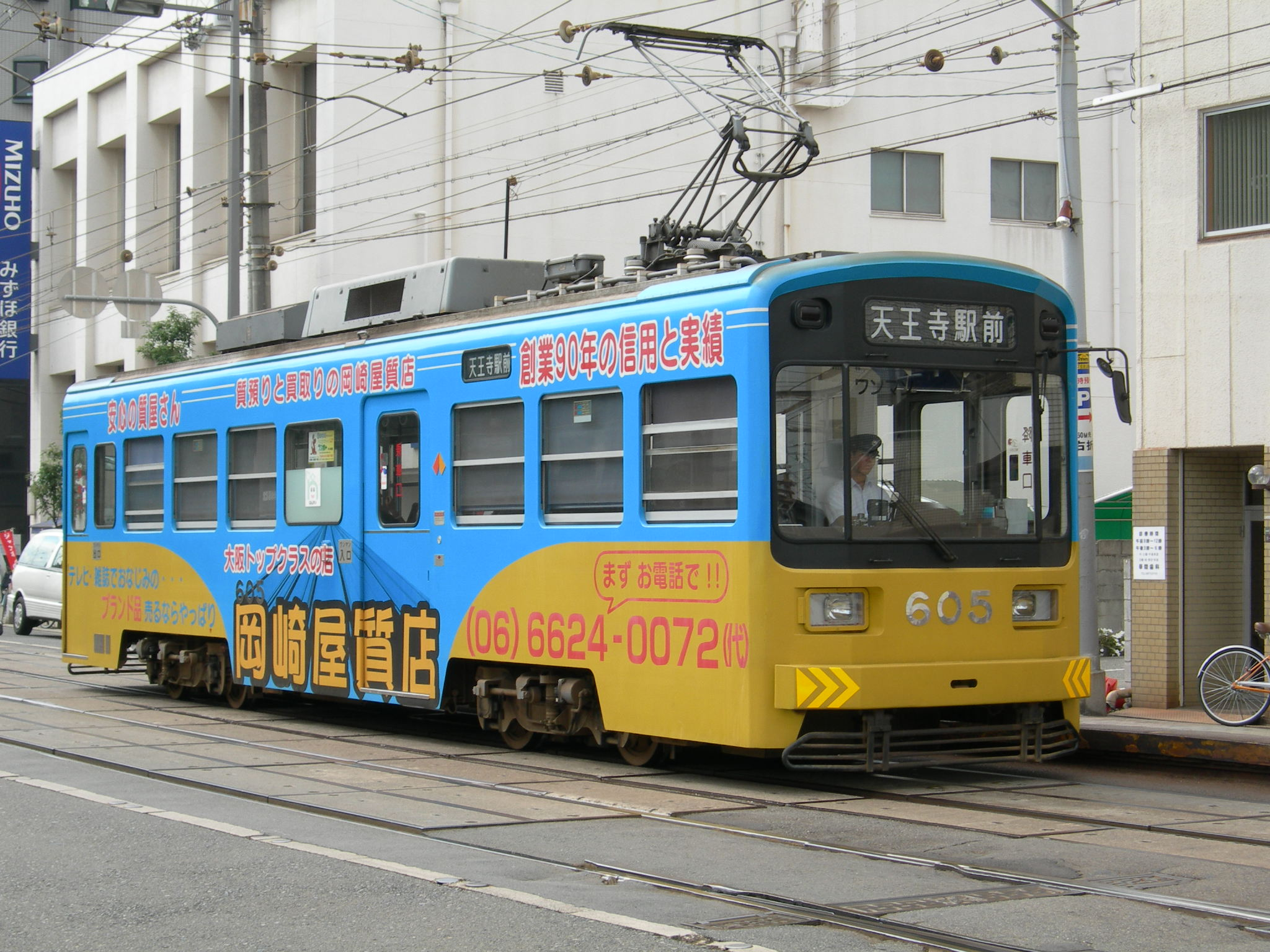
Sèrie 601 (1996)
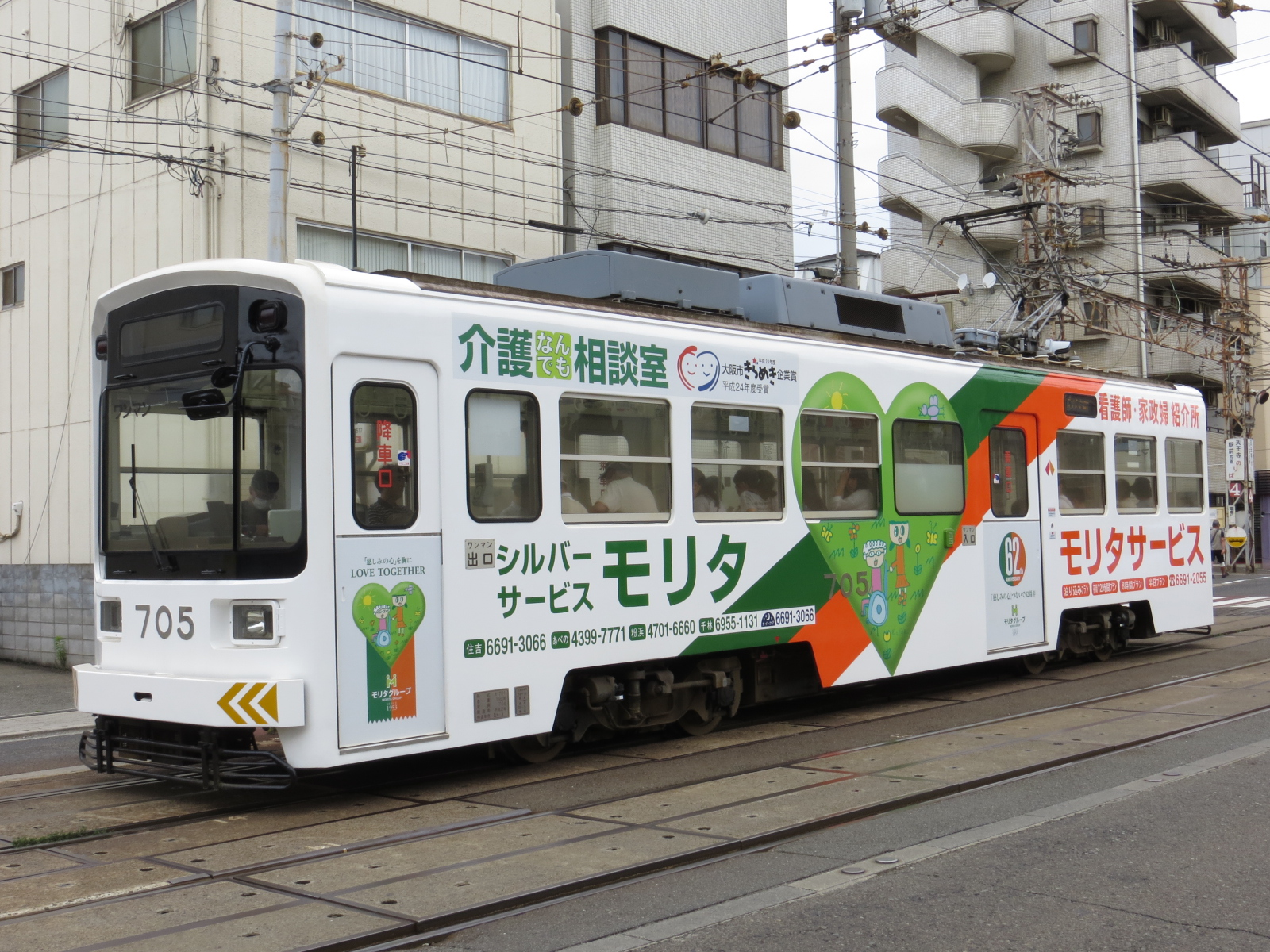
Sèrie 701 (1987)
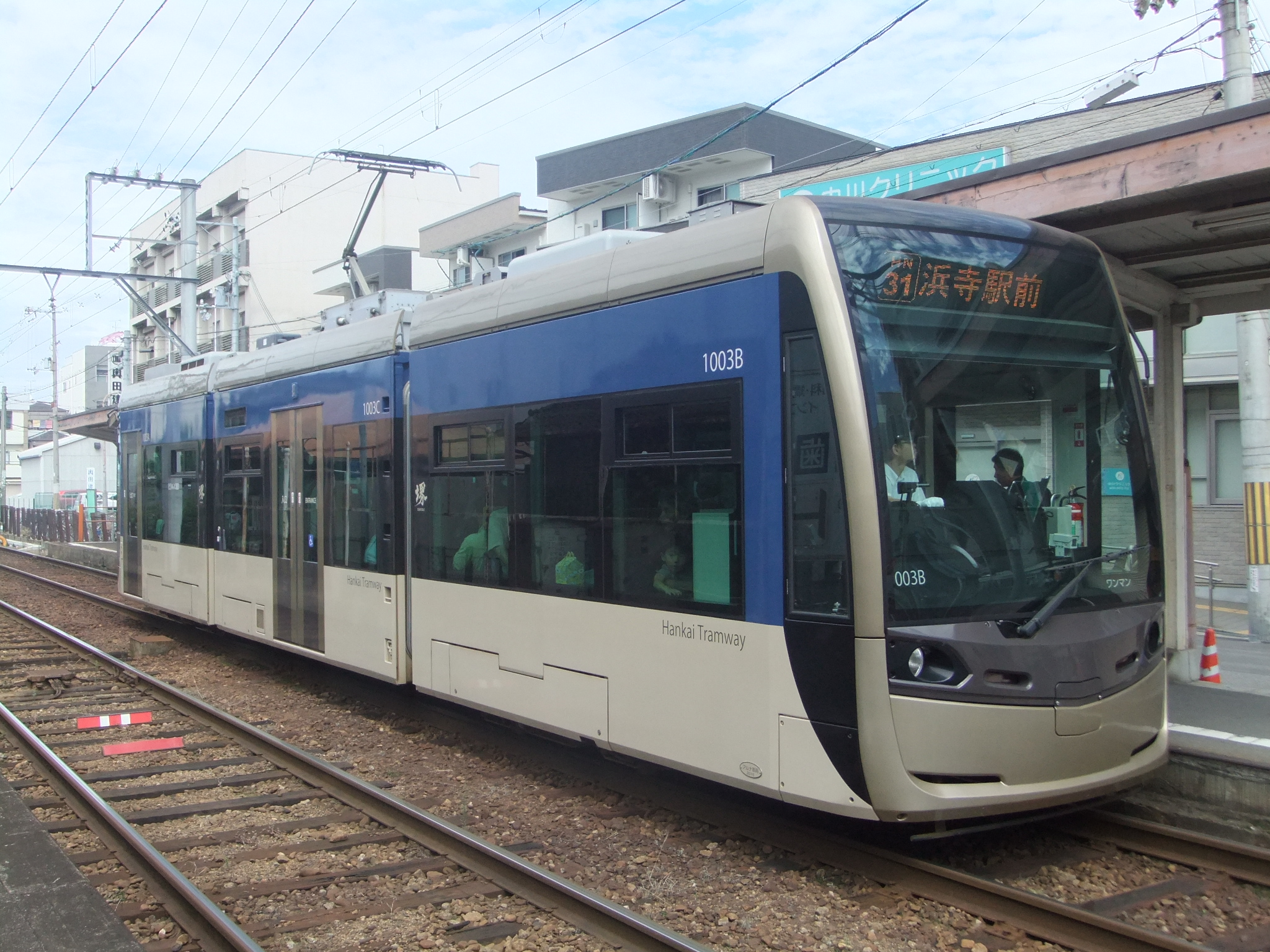
Sèrie 1001 (2013)
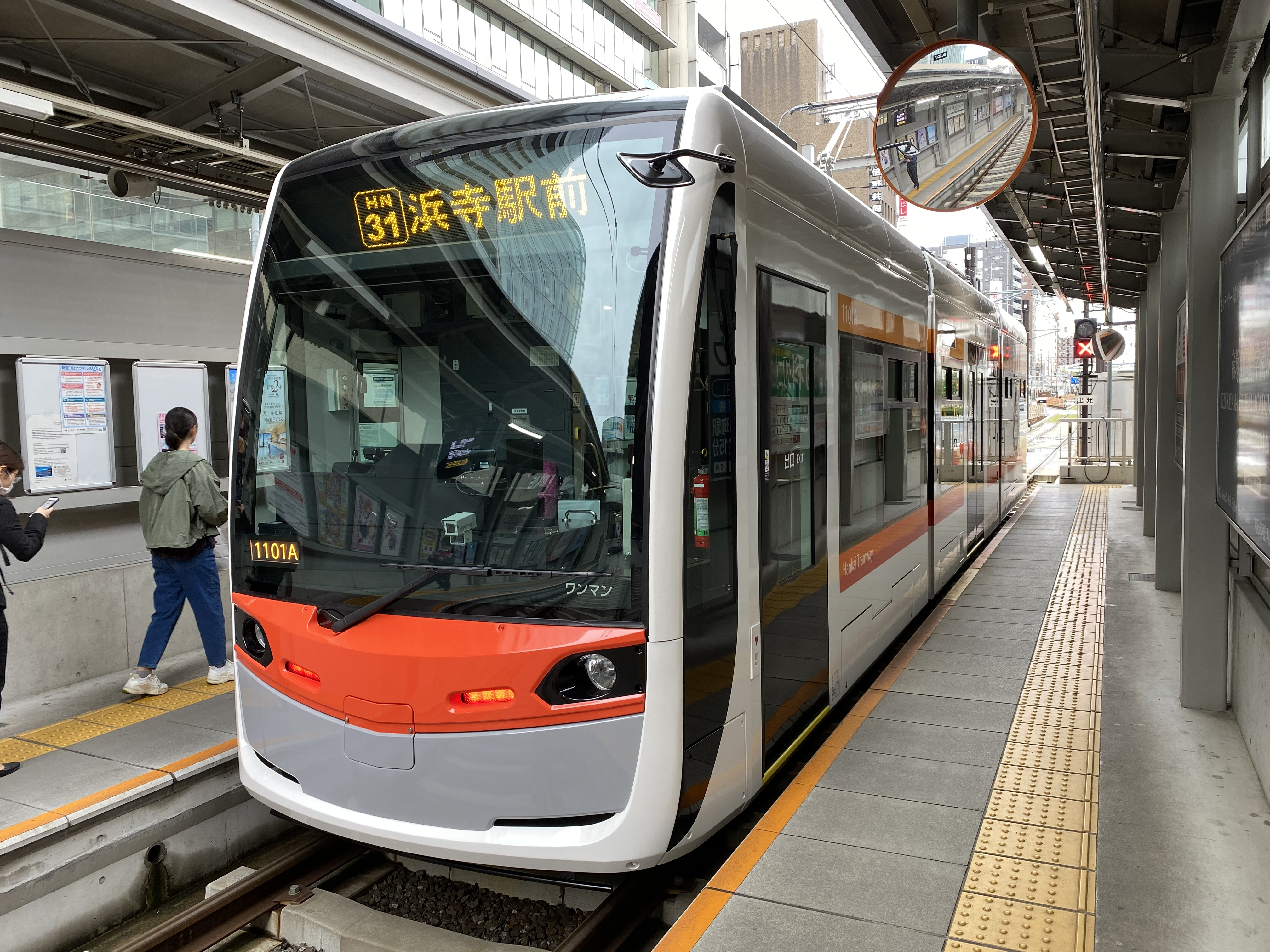
Sèrie 1101 (2020)